# Архангельский, Алексей Макарович
Алексе́й  Мака́рович Арха́нгельский (Священному́ченик Алекси́й; 1 [13] марта 1864, Сажино, Пермская губерния — 26 июня 1918, Верхняя Теча, Пермская губерния) — священник, педагог, священномученик (Собор новомучеников и исповедников Церкви Русской).

## Биография
Алексий Архангельский родился 1 (13) марта 1864 года в селе Сажинском Сажинской волости Кунгурского уезда Пермской губернии, ныне село Сажино входит в Берёзовский муниципальный округ Пермского края. Отец — священник Михаило-Архангельской церкви села Сажинского Макарий Ильич Архангельский, мать — Мария Кирилловна. В семье были сыновья Михаил и Николай, которые впоследствии тоже стали священниками.
Поступил в Пермскую духовную семинарию, но по состоянию здоровья вынужден был прервать учёбу на 3-м курсе. Во время обучения в семинарии Алексей Архангельский занимался также преподавательской деятельностью и получил от педагогического совета пермской гимназии свидетельство на звание учителя сельского приходского училища.
23 декабря 1884 года (4 января 1885 года) года был назначен псаломщиком во Введенскую церковь села Камгорт Вильгоротской волости Чердынского уезда Пермской губернии.
5 (17) декабря 1885 года года переведён псаломщиком в Михаило-Архангельскую церковь в родном селе Сажинском.
29 августа (10 сентября)  1887 года года преосвященным Кириллом (Орловым), епископом Чебоксарским, временно управлявшим Пермской епархией, посвящён в стихарь.
12 (24) декабря 1887 года года переведён псаломщиком в Свято-Троицкую церковь Верхнетеченского Свято-Троицкого женского монастыря Шадринского уезда Пермской губернии.
8 (20) сентября 1888 года года рукоположён во диакона к монастырской церкви и 17 (29) октября 1888 года года назначен учителем в церковно-приходскую школу при Верхтеченском женском монастыре. В 1891 года определён штатным диаконом к Троицкой церкви той же обители.
18 (30) декабря 1893 года года епископом Екатеринбургским и Ирбитским Афанасием (Пархомовичем) рукоположён во священника к Покровской церкви села Колединского (Песчано-Коледино) Уксянской волости Шадринского уезда и утвержден законоучителем Песчано-Колединского народного училища.
4 июня 1918 года белые заняли село Бродокалмак, а 6 июня 1918 года в Шадринск прибыл красный петроградский отряд «Беспощадных» и был разделен на два самостоятельных отряда. Один под командованием Александра Румянцева и состоявший из ста человек был направлен в с. Верхняя Теча на усиление отряда Т. Анчугова. Второй под командованием М.А. Голенкина остался в Шадринске. Отряд «Беспощадный» был анархистским и действовал самостоятельно. Кроме анархистов, в селе находился красный партизанский отряд, состоявший из двух рот. Среди красноармейцев обычными были пьянство, разбои, издевательства над местным населением и реквизиции в свою пользу. Местные жители были недовольны их поведением. С целью восстановления революционного порядка и дисциплины сюда прибыл комиссар Северо-Урало-Сибирского фронта И.Е. Георгенбергер с отрядом (150 красноармейцев, 12 пулемётов и 1 артиллерийское орудие). По его приказу красные проводили аресты и расстрелы.
26 июня 1918 года красные арестовали отца Алексия и привезли его в село Верхтеченское Верхтеченской волости Шадринского уезда Пермской губернии, ныне село Верхняя Теча входит в Катайский муниципальный округ Курганской области. После краткого допроса священника отвели на берег реки Течи и расстреляли. О подробностях казни отца Алексия писали «Известия Екатеринбургской церкви» в № 15 за 1918 год. Перед смертью отец Алексий перекрестился и со словами «безвинно умираю» упал, сражённый пулями. Красногвардейцы, бросив убитого в повозку, отвезли его в село Песчано-Колединское, где он был похоронен прихожанами на приходском кладбище.
26 июня 1918 года И.Е. Георгенбергер докладывал по прямому проводу о результатах своей поездки на фронт: «Побывал в Шадринске, навел порядок, расстрелял трех, был в Верх-Теченском, далее Мингалево, затем Далматово, сейчас я в Катайске. Дальнейший мой путь следования Камышлов, Синарская и Богданович. Всюду… принял самые серьезные меры и полагаю, что послезавтра закончу объезд. С собой везу 4-х членов Исполкома Шадринского совета, арестованных за пьянство и несколько человек, подозреваемых в агитации против Советской власти. Миндальное настроение и сонное царство Шадринского уезда». Тем не менее, несмотря на проведенные карательные акции, восстановить положение на Шадринском участке фронта И.Е. Георгенбергер не сумел. 30 июня 1918 года Шадринск был взят белыми, 11 июля 1918 года — Далматово; 25 июля 1918 года белые подошли к Каменску (ныне Каменск-Уральский).
15 августа 1918 года состоялось перезахоронение праха отца Алексия в братскую могилу на площади у церкви в селе Песчано-Коледино, ныне село входит в Далматовский муниципальный округ Курганской области. В братской могиле были похоронены девять местных жителей, которых убили красные, предварительно измучив их так, что родным пришлось узнавать своих только по одежде. Лица их были превращены в куски мяса, руки вывихнуты, бороды вырваны.
Канонизирован определением Священного синода Русской православной церкви 17 июля 2002 года.

## Семья
22 февраля (5 марта)  1888 года года в Козьмодамиановской церкви с. Ключевского обвенчался с Анной Ефимовной Федоровой (1865—?), мать которой происходила из семьи священников Ляпустиных. Поручителем со стороны жениха был его родной брат Михаил, священник Верхтеченского Свято-Троицкого женского монастыря.
Внук — Николай Васильевич Архангельский (10 апреля 1921 — 14 января 1945), военный лётчик, старший лейтенант, Герой Советского Союза (1944).